# Sequestro di Cristina Mazzotti
Il sequestro di Cristina Mazzotti fu un rapimento a scopo estorsivo avvenuto tra Lombardia e Piemonte nel 1975. Sono stati accusati come ideatori il boss della 'Ndrangheta Giuseppe Morabito e come mandanti Demetrio Latella, Giuseppe Calabrò e Antonio Talia. Il processo all'ideatore e ai mandanti è ancora in corso dopo il rinvio a giudizio degli imputati.
Il sequestro durò un mese e si concluse con la morte di Cristina Mazzotti.

## Il sequestro
Cristina Mazzotti (n. a Losanna il 22 giugno 1957) era figlia di Elios Mazzotti (1921-1976) imprenditore del ramo cerealicolo titolare della ditta "Mazzotti e C." e di Carla Antonia Airoldi (1925-2023). Aveva un fratello, Vittorio, una sorella, Marina (entrambi più grandi di lei) e viveva con la famiglia in piazza della Repubblica a Milano, città in cui frequentava il Liceo classico Carducci.
La ragazza venne sequestrata il 30 giugno 1975 mentre rientrava a casa nella villa di famiglia a Eupilio dopo aver festeggiato al Bar Bosisio di Erba la promozione in terza liceo e la maggiore età con gli amici. La Mini Minor su cui viaggiava,  con il fidanzato Carlo Galli alla guida e la sua amica Emanuela Lusari, venne bloccata vicino a casa da quattro uomini a bordo di una Giulia e una Fiat 125. Gli uomini legarono Emanuela Lusari e Carlo Galli, poi prelevarono e caricarono sulla Fiat 125 la Mazzotti, che non oppose resistenza. I due ragazzi vennero portati legati e con la loro auto fino ad Appiano Gentile, la ragazza appena si liberò chiamò i carabinieri e annunciò il rapimento della sua amica.
La ragazza venne portata alla cascina "Padreterno" in zona Buzzurri alla periferia di Castelletto sopra Ticino e venne rinchiusa per 27 giorni in una buca con pareti di cemento, all'interno di un garage, profonda un metro e 45 centimetri, lunga due metri e 65, larga un metro e 55 da cui usciva all'esterno un tubo di plastica di 5 cm per respirare. Venne nutrita dalla sua carceriera, Loredana Petroncini, con due panini al giorno e le venne somministrato valium ogni giorno. La ragazza spirò tra il 30 luglio e il 1º agosto a causa delle pessime condizioni della sua prigionia e della dose eccessiva di tranquillanti che le erano stati somministrati ogni giorno.
La banda era composta in tutto da tredici persone. I suoi carcerieri erano il geometra trentanovenne Giuliano Angelini, con precedenti penali, che aveva preso in affitto la cascina nel novembre 1974 e dove a febbraio era venuta ad abitare anche sua moglie, Loredana Petroncini, e il telefonista della banda, Sebastiano Spadaro, che si occupò di chiedere il riscatto alla famiglia Mazzotti.
I rapitori chiesero inizialmente un riscatto di cinque miliardi di lire, poi scesero a un miliardo e 50 milioni di lire (pari a 5,5 milioni di euro di oggi) e i soldi furono consegnati dal padre ai sequestratori quando Cristina era già morta. I carcerieri si presero il 10% del riscatto.Il contrabbandiere ticinese Libero Ballinari che era nella banda depositò 56 milioni di lire in una banca di Ponte Tresa in Canton Ticino, che erano parte del riscatto. Il direttore di banca si insospettì per il flusso di denaro e portò all'arresto di Ballinari e di altre due persone inizialmente per riciclaggio, ma portò alla pista giusta dei sequestratori della Mazzotti.
Il 1º settembre venne ritrovato il suo cadavere ischeletrito a Galliate in provincia di Novara, nella discarica del Varallino, non lontano dal vicino Santuario..
Il 4 settembre si svolse il funerale a Eupilio con una folla di 25.000 persone presenti. Cristina venne sepolta nel cimitero del paese.
Il padre di Cristina morì sette mesi dopo a causa di un infarto, all'età di 55 anni a Buenos Aires il 5 aprile 1976, la madre Carla Antonia morì a 98 anni il 5 luglio 2023 e portò sempre avanti il ricordo della figlia.

## Il processo
Il processo di primo grado si concluse a Novara per ventidue imputati il 7 maggio 1977 con tredici condanne di cui otto ergastoli a custodi, centralinisti, ricattatori e complici. Vennero condannati all'ergastolo i carcerieri Giuliano Angelini e Loredana Petroncini, il contrabbandiere Libero Ballinari, Gianni Geroldi che occultò il cadavere, Achille Gaetano che propose il sequestro nel novembre 1974, la carceriera Rosa Cristiano, che si occupò di gestire il sequestro e Franco Gattini che incassò il riscatto; trent'anni di reclusione per Alberto Menzaghi e Bruno Abramo; ventisei anni a Giuseppe Milan; ventitré anni e sei mesi per Vittorio Carpino; cinque anni e mezzo per Luigi Gnemmi; sei anni e mezzo per Francesco Russello; cinque anni e quattro mesi per Alberto Rose. In Appello gli ergastoli scesero da otto a quattro, due vennero condannati a 30 anni e cinque a più di 20.
Il processo si concluse dinanzi alla Corte di cassazione con l'ergastolo a Giuliano Angelini, Libero Ballinari, Gianni Geroldi e Achille Gaetano.
Il 24 settembre 2024 si è aperto presso la Corte d'Assise di Como il processo contro i mandanti della 'ndrangheta, il boss Giuseppe Morabito, Demetrio Latella, Giuseppe Calabrò e Antonio Talia.

## Commemorazioni

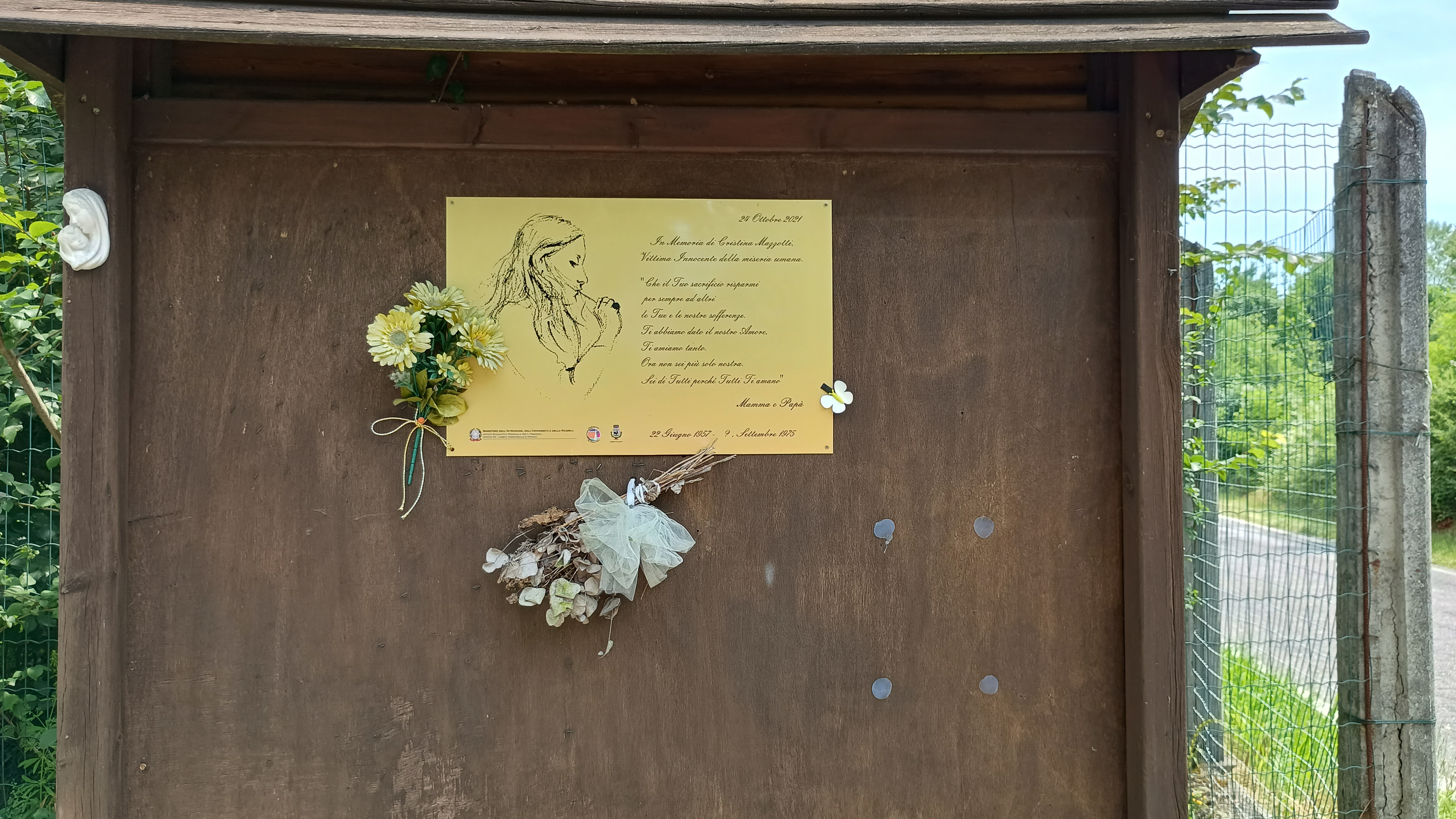
Memoriale Cristina Mazzotti

Il 10 ottobre 1975 venne costituita la Fondazione Cristina Mazzotti, che fu riconosciuta ente Morale nel 1982; presidente fu fino alla morte la madre Carla Antonia Airoldi Mazzotti. La fondazione lotta fin dalla fondazione contro i comportamenti criminali e antisociali per educare i giovani.
Nel 2016 venne dedicato al sequestro Mazzotti e ad altri casi di sequestri, da un'idea di Nando dalla Chiesa e Marco Rampoldi, lo spettacolo con Lucia Marinsalta 5 centimetri d'aria - Storia di Cristina Mazzotti e dei figli rapiti.
Nel 2021 a Galliate nel luogo del ritrovamento venne dedicata una targa a Cristina Mazzotti e nel 2023 anche una via.
A Eupilio è stata dedicata a Cristina Mazzotti la scuola primaria, che fa parte dell'Istituto Comprensivo "Rosmini" con sede a Pusiano.